# Platytarrus cryptodesmoides
Platytarrus cryptodesmoides är en mångfotingart som beskrevs av Carl Graf Attems 1928. Platytarrus cryptodesmoides ingår i släktet Platytarrus och familjen Dalodesmidae. Inga underarter finns listade i Catalogue of Life.